# Phyllis Johnson
Phyllis Wyatt Johnson (Gran Bretaña, 8 de diciembre de 1886-2 de diciembre de 1967) fue una patinadora artística británica.
Ganó la medalla de plata en patinaje de parejas en los Juegos Olímpicos de Londres 1908 junto con James Johnson. Consiguieron el oro en el Campeonato Mundial de Patinaje Artístico entre 1909 y 1912. En 1920, ganó la medalla de bronce en los Juegos Olímpicos de Amberes, con una nueva pareja, Basil Williams. Ese año, también terminó en cuarto lugar en individual femenino.